# Bandeira de Porto Velho
A Bandeira de Porto Velho é um dos símbolos oficiais do município de Porto Velho, capital do estado de Rondônia, Brasil. Foi oficialmente adotada em 2 de outubro de 1914

## Descrição

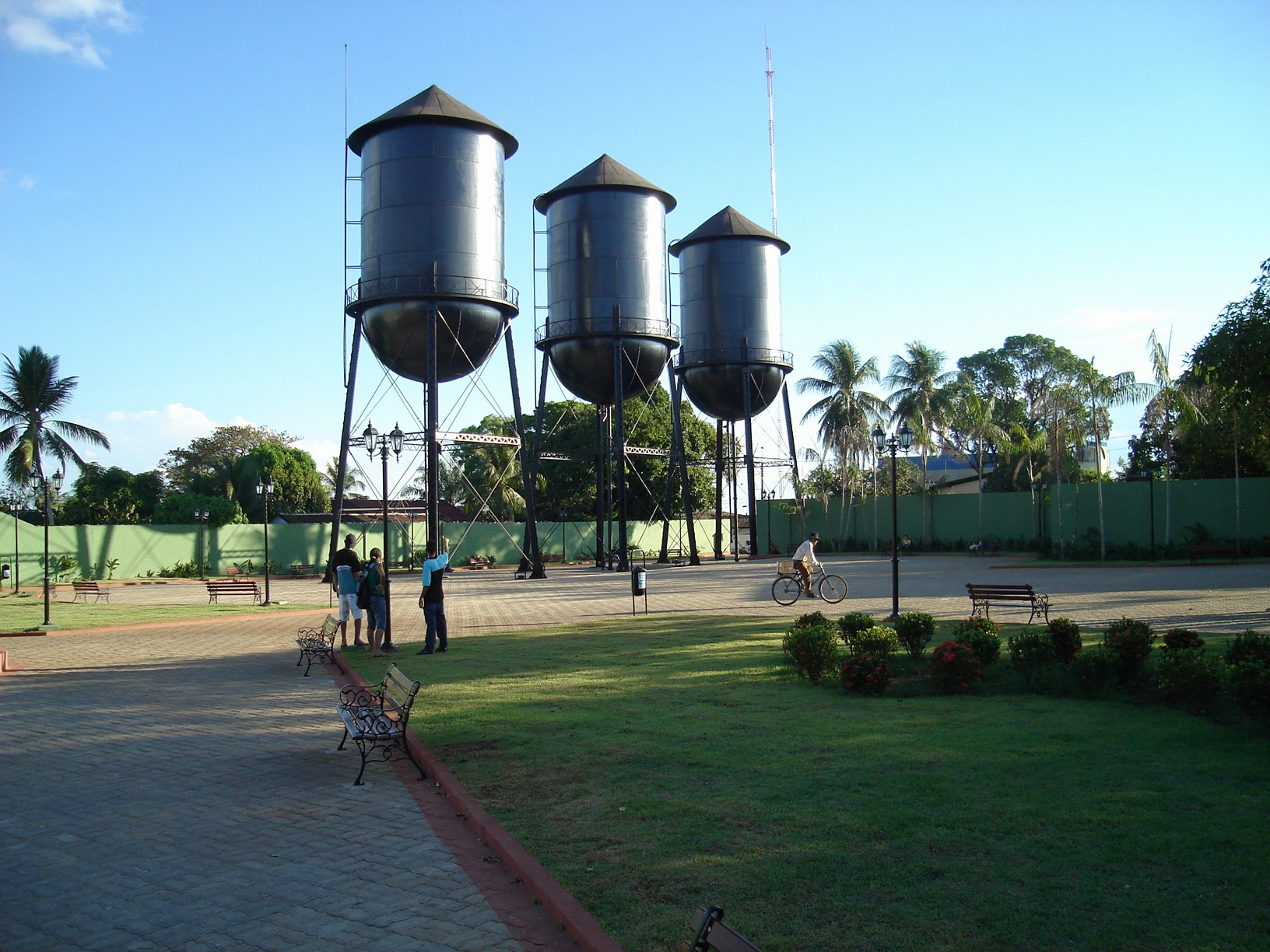
As três caixas d'água, ou Três Marias.

Seu desenho consiste em um retângulo de campo azul com uma faixa vertical na cor ouro do lado do mastro. Na parte superior da faixa ouro está representado em desenho estilizado na cor preta as Três Marias, monumento histórico e um dos símbolos do município. O mesmo desenho está também presente no brasão municipal.